# 제3대 판첸 라마

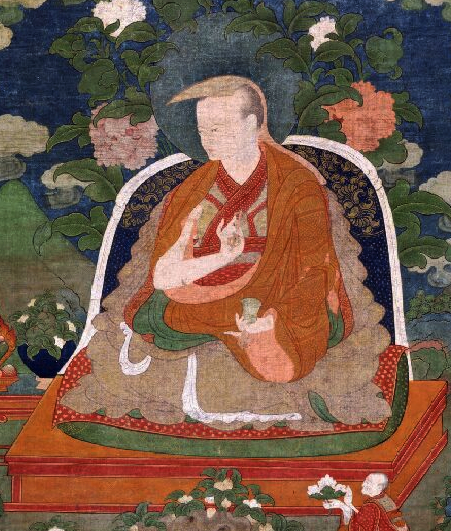
제3대 판첸 라마

엔싸빠 로쌍 된줍(1505~1568)은 티베트 불교의 지도자이다. 후에 3대 판첸 라마로 추존되었다.
히말라야산맥의 외딴 동굴에서 홀로 20년 동안 명상을 한 것으로 유명하다. 어릴 적부터 석가모니 부처가 그에게 나타나 계시를 내려주었으며, 투시력을 갖고 있었고 사람들이 그를 방문할 것이라는 것을 미리 알고 있었다고 한다. 나중에 그가 스님으로 출가하였을 때, 그는 8,000줄에 달하는 산스크리트어 불경을 모두 외울 수 있었다고 한다. 그의 동료들은 그가 영적으로 이미 해탈한 사람이라고 믿었다.